# هیمه‌شیما، اوئیتا
هیمه‌شیما، اوئیتا (به لاتین: Himeshima, Ōita) یک منطقهٔ مسکونی در ژاپن است که در Higashikunisaki District واقع شده‌است. هیمه‌شیما ۲٬۶۴۰ نفر جمعیت دارد.